# Jean Béliveau
Jean Béliveau (ur. 31 maja 1931 w Trois-Rivières, zm. 2 grudnia 2014 w Longueuil) – kanadyjski hokeista. Trzynastokrotny uczestnik meczów NHL All-Star, związany przez ponad 20 lat z jednym, wówczas czołowym klubem NHL, Montreal Canadiens. 10 razy zdobywał Puchar Stanleya. Już rok po zakończeniu kariery, czyli w 1972, wprowadzony został do Galerii sław hokeja. Numer 4, który zakładał na koszulce podczas gry w Canadiens, został zastrzeżony, w konsekwencji czego żaden gracz już go nie założy.

## Kariera klubowa
- Victoriaville Tigres (1947–1949)
- Quebec Citadelles (1949–1951)
- Montreal Canadiens (1951–1971)
  -  Quebec Aces (1951–1953)

## Sukcesy
Klubowe
- Puchar Stanleya: 1956, 1957, 1958, 1959, 1960, 1965, 1966, 1968, 1969, 1971 z Montreal Canadiens

Indywidualne
- Sezon NHL (1952/1953):
  - Uczestnik NHL All-Star Game i pierwszy skład gwiazd QSHL
- Sezon NHL (1953/1954):
  - Uczestnik NHL All-Star Game
- Sezon NHL (1954/1955):
  - Uczestnik NHL All-Star Game i pierwszy skład gwiazd
- Sezon NHL (1955/1956):
  - Król strzelców, uczestnik NHL All-Star Game, pierwszy skład gwiazd, Trofeum Art Ross, Trofeum Harta, zdobywca Pucharu Stanleya
- Sezon NHL (1956/1957):
  - Najlepszy sportowiec Kanady, uczestnik NHL All-Star Game, pierwszy skład gwiazd, zdobywca Pucharu Stanleya
- Sezon NHL (1957/1958):
  - Uczestnik NHL All-Star Game, drugi skład gwiazd, zdobywca Pucharu Stanleya
- Sezon NHL (1958/1959):
  - Król strzelców, uczestnik NHL All-Star Game, pierwszy skład gwiazd, zdobywca Pucharu Stanleya
- Sezon NHL (1959/1960):
  - Uczestnik NHL All-Star Game, pierwszy skład gwiazd, zdobywca Pucharu Stanleya, strzelec decydującego gola o mistrzostwie
- Sezon NHL (1960/1961):
  - Pierwszy skład gwiazd, najwięcej asyst w sezonie
- Sezon NHL (1962/1963):
  - Uczestnik NHL All-Star Game
- Sezon NHL (1963/1964):
  - Uczestnik NHL All-Star Game, Trofeum Harta, drugi skład gwiazd
- Sezon NHL (1964/1965):
  - Uczestnik NHL All-Star Game, pierwszy skład gwiazd, zdobywca Pucharu Stanleya, strzelec decydującego gola o mistrzostwie, Trofeum Conna Smytha
- Sezon NHL (1965/1966):
  - Drugi skład gwiazd, zdobywca Pucharu Stanleya
- Sezon NHL (1967/1968):
  - Uczestnik NHL All-Star Game, zdobywca Pucharu Stanleya
- Sezon NHL (1968/1969):
  - Uczestnik NHL All-Star Game, drugi skład gwiazd, zdobywca Pucharu Stanleya
- Sezon NHL (1970/1971):
  - Zdobywca Pucharu Stanleya

## Wyróżnienia
- Klub Montreal Canadiens zastrzegł numer 4 dla upamiętnienia osoby Jeana Béliveau: 1971
- Hockey Hall of Fame: 1972